# Allustratura
Il termine allustratura che indicava genericamente la levigatura e lucidatura del marmo o altri materiali duri con mezzi abrasivi, oppure dialettalmente una qualsiasi forma di lucidatura, assume un significato più particolare e peculiare nella tecnica di trattamento delle superfici plasticate in stucco che vi conferisce una lucentezza ed una levigatezza tipiche del marmo.
Questa tecnica, inventata da Giacomo Serpotta (scultore siciliano che operava a Palermo tra la fine del Seicento e i primi del Settecento), consiste nella stesura sulle decorazioni realizzate in stucco di uno strato finale di impasto a base di grassello di calce, cera e polvere di marmo di Carrara – sufficientemente sottile da non compromettere le forme – che viene poi levigato con panni di lino e spatole calde.